# Оболенський Олексій Дмитрович
Князь Олексій Дмитрович Оболенський (24 листопада (6 грудня) 1855, Санкт-Петербург — 21 вересня 1933, Дрезден) — російський державний діяч, обер-прокурор Святійшого Синоду (1905-1906).

## Життєпис
Народився 24 листопада (6 грудня) 1855 року в родині сенатора, члена Державної ради, дійсного таємного радника князя Дмитра Олександровича Оболенського (1822-1881) і княгині Дарії Петрівни Трубецької (1823-1906).
У 1877 році він закінчив Імператорське училище правознавства, після чого проходив військову службу в Лейб-гвардії Гусарському полку. У травні того ж року його було зараховано до Міністерства юстиції в чині титулярного радника та призначено для роботи в Першому департаменті Сенату. Невдовзі він залишив службу в Петербурзі й вирушив до Калузької губернії, де розпочав службу на виборній посаді.
У 1881 році був обраний почесним мировим суддею Козельського повітуКалузької губернії і головою з'їзду мирових суддів, в 1883 році -  в Козельський повіті Козельським повітовим предводителем дворянства (1883). Також обирався гласним Калузьких губернських земських зборів. У 1882 році отримав чин камер-юнкера.
У 1894 році був призначений інспектором з сільськогосподарської частини Міністерства землеробства та державного майна; Був членом першої сесії сільськогосподарської ради. У липні 1895 — призначений керуючим Державним дворянським земельним і селянським поземельним банками, у травні 1896 — отримав чин дійсного таємного радника.
У травні 1897 року був призначений товаришем міністра внутрішніх справ, брав участь у перегляді положення про селян і керував комісією з питання про граничне земельне оподаткування, про передачу квартирного податку містам. У жовтні 1901 року через розбіжності з міністром внутрішніх справ Сипягіним залишив посаду і був призначений сенатором з пожалуванням до шталмейстерів Двору.
У 1902-1905 роках служив товаришем міністра фінансів. У квітні 1905 був призначений членом Державної ради, де приєднався до фракції "Група Центра".
З весни 1905 знову керував Державним дворянським земельним і селянським поземельним банками. З жовтня 1905 року по квітень 1906 року в уряді графа Вітте обіймав посаду обер-прокурора Святійшого синоду. При ньому розроблялося питання про скликання Помісного собору Російської православної церкви і заснована передсоборна присутність. Був одним із найближчих помічників Вітте при розробці жовтневих актів 1905 року. З квітня 1906 до 1917 року був членом Державної ради. 
Після 1918 року емігрував до Німеччини. Помер у Дрездені у 1933 році.

## Нагороди
- Орден Святого Станіслава 2-го ступеня (26.02.1888)
- Орден Святого Володимира 4-го ступеня (30.08.1891)
- Орден Святої Анни 2-го ступеня (03.02.1894)
- Орден Святого Станіслава 1-го ступеня (18.04.1899)
- Орден Святої Анни 1-го ступеня (17.04.1905)
- Орден Святого Володимира 2-го ступеня (01.01.1912)
- Орден Білого орла (06.05.1915)
- Медаль «У пам'ять коронації імператора Олександра III» (1883)
- Медаль «У пам'ять царювання імператора Олександра III» (1896)
- Медаль «У пам'ять коронації Імператора Миколи II» (1896)
- Медаль «У пам'ять 300-річчя царювання дому Романових» (1913)

Іноземні:
- французький орден Почесного легіону, командорський хрест (1897)
- австрійський орден Залізної корони 1-го класу (1904)